# ブリトル
ブリトル（英: Brittle）は、ペカンナッツやアーモンド、ピーナッツなどのナッツ類を練り込んだ平たいハードキャンディー。厚さが通常1センチメートル以下と、薄いのが特徴である。

## バリエーション
世界各地に、ブリトルと同様の菓子が存在する。ギリシャではパステリ (pasteli) 、イランではソーハン (sohan) 、フランスではクロカン (croquant) 、メキシコではアレグリアもしくはパランケータ (palanqueta) 、フィリピンではパノチャ・マニ (panocha mani) 、パヌツァ・マニ (panutsa mani) もしくはサマニ (samani)、ジョージアではゴジナキ (gozinaki) 、インドのパンジャブ州ではガチャック (gachak) 、インドのその他の地方ではチッキ (chikki) 、バングラデシュではコトコティ (kotkoti) 、パキスタンではソハン・ハルワ (sohan halwa) 、中国では花生糖などと呼ばれる。中東の一部ではピスタチオが使われるが、アジアのほとんどの地方ではゴマやピーナッツを使う。アメリカ合衆国でも、ピーナッツのブリトルが最も人気がある。「ブリトル」の名前は1892年の文献に初めてみられるが、キャンディ自体はさらにずっと古くからあった。

## 作り方
砂糖と水を合わせ、146℃から154℃ほどまで加熱する。はじめの段階で、グルコースや塩を入れる場合もある。キャラメル化した砂糖にナッツ類を加え、さらにスパイスや膨張剤、ピーナッツバターやバターを入れる。花崗岩か大理石でできた台、もしくはベイキングシートに流し込んで冷まし、場合によって均一な厚さに整える。十分に冷えたら、適当な大きさに砕く。均等に砕くことはあまりない。

## ヌガティーヌ
ブリトルによく似た菓子としてヌガティーヌ (nougatine)があるが、まるごとではなくスライスしたアーモンドを使っている点が異なる。